# Junior Agogo
Junior Agogo, született Manuel Agogo (Accra, 1979. augusztus 1. – London, 2019. augusztus 22.) válogatott ghánai labdarúgó, csatár.

## Pályafutása

### Klubcsapatban
1995-ben a Sheffield Wednesday korosztályos csapatában kezdte a labdarúgást, ahol 1997-ben mutatkozott be az első csapatban. 1999–00-ben kölcsönben szerepelt az Oldham Athletic, a Chester City, a Chesterfield, majd a Lincoln City együtteseiben. 2000–01-ben az amerikai Chicago Fire, a Colorado Rapids és a San Jose Earthquakes labdarúgója volt. 2002-ben visszatért Angliába és a Queens Park Rangers játékosa lett. 2002–03-ban a Barnet, 2003 és 2006 között a Bristol Rovers, 2006 és 2008 között a Nottingham Forest csapatában szerepelt. 2008–09-ben az egyiptomi Ez-Zamálek, 2009 és 2011 között a ciprusi Apóllon Lemeszú, 2011–12-ben a skót Hibernian labdarúgója volt.

### A válogatottban
2006 és 2009 között 27 alkalommal szerepelt a ghánai válogatottban és 12 gólt szerzett. A 2008-as afrikai nemzetek kupáján bronzérmet szerzett a csapattal.

## Sikerei, díjai
Ghána
- Afrikai nemzetek kupája
  - bronzérmes: 2008, Ghána

 Chicago Fire
- Amerikai kupa (US Open Cup)
  - győztes: 2000

 San Jose Earthquakes
- Amerikai bajnokság (MLS)
  - bajnok: 2001

 AEL Lemeszú
- Ciprusi kupa
  - győztes: 2010